# 5 Гончих Псов
5 Гончих Псов (лат. 5 Canum Venaticorum), HD 107950 — двойная звезда в созвездии Гончих Псов на расстоянии приблизительно 360 световых лет (около 111 парсек) от Солнца. Визуальная звёздная величина звезды — +4,768m. Возраст звезды определён как около 270 млн лет.

## Характеристики
Первый компонент — жёлтый гигант спектрального класса G6III, или G6,5III, или G7IIIBa0,3, или K0. Масса — около 3,499 солнечной, радиус — около 15,53 солнечного, светимость — около 171,59 солнечной. Эффективная температура — около 5111 K.
Второй компонент — коричневый карлик. Масса — около 28,88 юпитерианской. Удалён в среднем на 2,271 а.е..